# Aleksandar Boljević
Aleksandar Boljević (in serbo Александар Бољевић?; Podgorica, 12 dicembre 1995) è un calciatore montenegrino, attaccante dello Željezničar.

## Carriera

### Club
Con la maglia dello Zeta Golubovci ha giocato nella massima serie del campionato montenegrino disputando 41 partite con 7 gol. Nell'estate del 2014 si trasferisce in Olanda al PSV debuttando in prima squadra il 21 settembre nel corso del match vinto 4-0 contro il Cambuur; tuttavia, questa rimane l'unica presenza in stagione con la prima squadra con cui vince il campionato. Per il resto della stagione continua a giocare con la squadra delle riserve.

### Nazionale
Ha esordito in Nazionale il 15 novembre 2013 contro il Lussemburgo, match vinto dai montenegrini per 4-1.

## Palmarès

### Club

#### Competizioni nazionali
- Campionato olandese: 1

PSV: 2014-2015

### Individuale
- Giovane promessa montenegrina dell'anno: 1

2012